# 金沢製粉
金沢製粉株式会社（かなざわせいふん）は、石川県金沢市にある製粉会社。

## 概要
「頭脳パン」の原材料である「頭脳粉（ずのうこ）」を生産している唯一のメーカーとして知られる。また、強力小麦粉「ローランド」は、業務用製パン小麦粉として全国の著名なホテルやレストランで採用されている。
本社工場は北陸鉄道新西金沢駅の直近にあり、車窓から確認することが出来る。

## 主な製品
- 強力小麦粉「ローランド」
- 頭脳粉

## 歴史
- 1932年（昭和7年） - 創業者・寺田健次郎が製粉業を始める
- 1945年（昭和20年） - 金沢製粉株式会社を設立
- 1960年 - 「頭脳パン連盟」設立
- 1970年 - 「ローランド」発売開始